# Joseph Kerharo
Joseph Kerharo, né à Morlaix le 11 mai 1909, décédé à Neuilly-sur-Seine le 11 janvier 1986, était un pharmacien militaire, professeur de pharmacognosie, de botanique, de biologie végétale et de cryptogamie, spécialiste de la flore médicinale et des pharmacopées traditionnelles africaines.
Il était membre correspondant de l'Académie nationale de pharmacie.

## Biographie

### Années 1930: découverte de l'Afrique
Entre 1934 et 1937, Joseph Kerharo est affecté en Guyane française, à Cayenne, où il est nommé pharmacien chef des laboratoires de chimie, bactériologie et répression des fraudes.
En 1938, après un bref passage par Marseille, Joseph Kerharo est affecté au Niger, à Niamey, où il dirige les laboratoires de chimie, bactériologie et sérologie. Durant cette période, il est également chargé de mission par le Gouverneur Général de l'AOF pour l'étude des plantes alcooligènes et des carburants de remplacement ; pour les besoins de fonctionnement de l'Institut de la lèpre de Bamako, au Mali, il mettra ainsi en évidence les propriétés des "gaz de fumier" (méthane résultant des fermentations cellulosiques), carburant inépuisable et bon marché, en remplacement du gaz de butane alors introuvable localement. Ce premier séjour en Afrique, avec la rencontre des guérisseurs et la découverte de la brousse, marquera durablement le jeune pharmacien et sera à l'origine de sa vocation pour l'étude des pharmacopées africaines traditionnelles.

### Années 1940: expérience de récupération de la pénicilline dans la clandestinité à Paris
Rappelé à Marseille en 1941, il est alors détaché dès 1942 à l'Institut Pasteur de Paris (service des fermentations et de chimiothérapie), où il participe à une expérience de production clandestine, pendant l'Occupation allemande, de petites unités de pénicilline, dont l'utilisation est encore inconnue en France. À la Libération, en novembre 1944, alors pharmacien capitaine des Troupes coloniales, Joseph Kerharo est chargé de créer, avec le Commandant Broch de la Division Leclerc, le Centre militaire d'étude et de fabrication de la pénicilline, rue Cabanel à Paris. En attendant que le Centre soit opérationnel, et en raison de la pénurie de pénicilline, les deux officiers, rejoints par leurs collègues J. Netik et J. Desbordes, entreprennent une expérience de récupération du penicillium notatum par filtrage des urines des militaires Alliés soignés dans les hôpitaux américains de la région parisienne,.

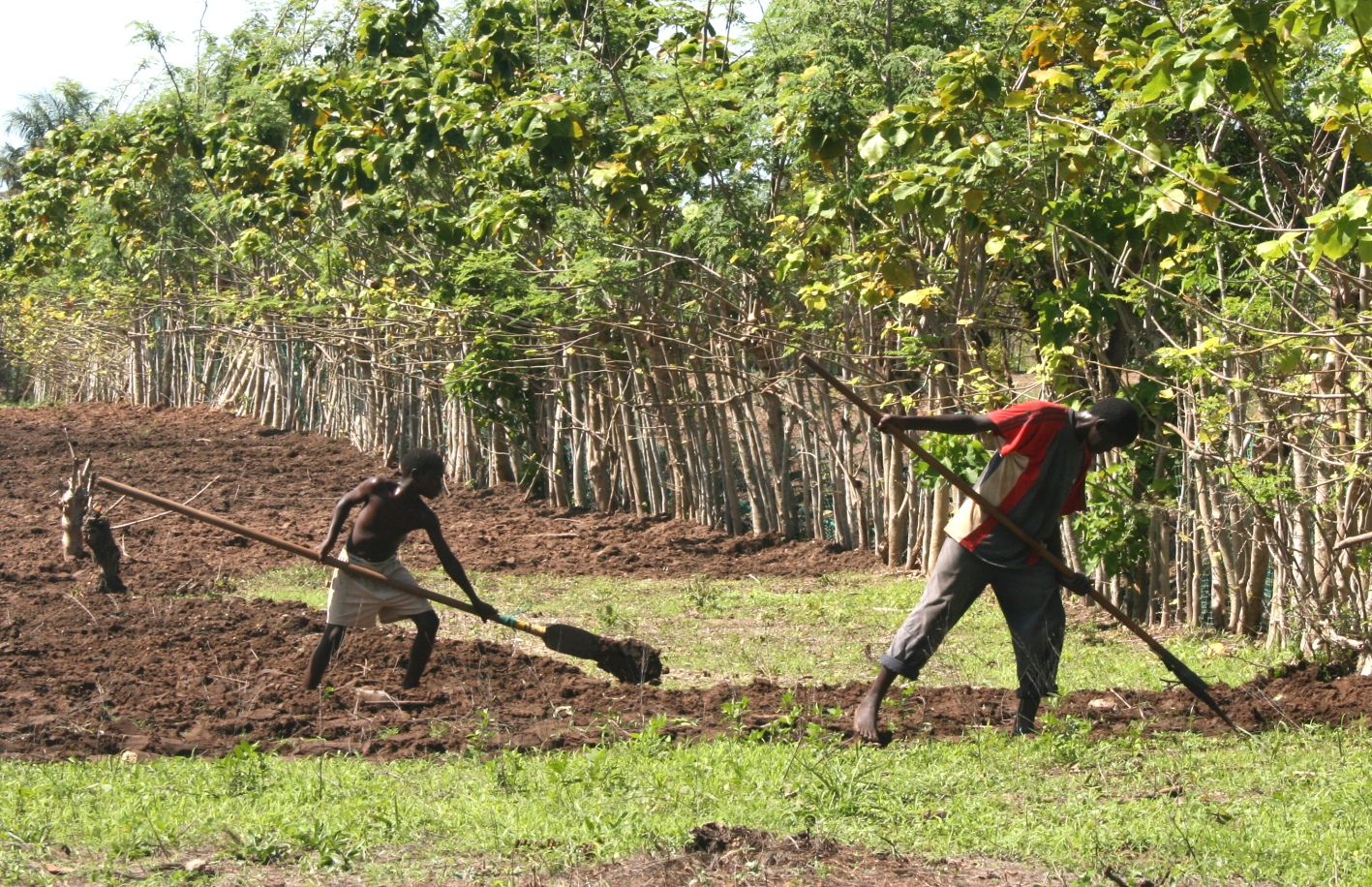
Utilisation du kajendo pour le labourage avant le semis du riz chez les Diola de Casamance

### Années 1950 à 1980: étude des pharmacopées traditionnelles africaines
Entre 1956 et 1978, le professeur Joseph Kerharo se consacre à l'étude de la pharmacopée traditionnelle sénégalaise, et occupe la chaire de pharmacognosie de la Faculté de médecine, de pharmacie et d'odonto-stomatologie, de l'Université de Dakar. Par sa collaboration avec l'anthropologue Louis-Vincent Thomas, également professeur à l'Université de Dakar, il en vient à s'intéresser plus manifestement aux dimensions sociales de l'acte de guérison. Ensemble, les deux hommes vont séjourner en 1962 auprès des guérisseurs Diola de Casamance, que Louis-Vincent Thomas connaissait bien pour s'intéresser aux rites mortuaires et à la maladie au sein de cette société paysanne. De cette enquête naîtra un ouvrage, La médecine et la pharmacopée des Diola de Basse Casamance, qui, par sa méthode et son analyse, pose les jalons de ce qui deviendra plus tard l'ethnopharmacognosie. Le professeur Kerharo définit cette discipline nouvelle quelques années plus tard, dans sa somme consacrée à La pharmacopée sénégalaise traditionnelle, ouvrage paru en 1974 avec une préface de Léopold Sédar Senghor. 

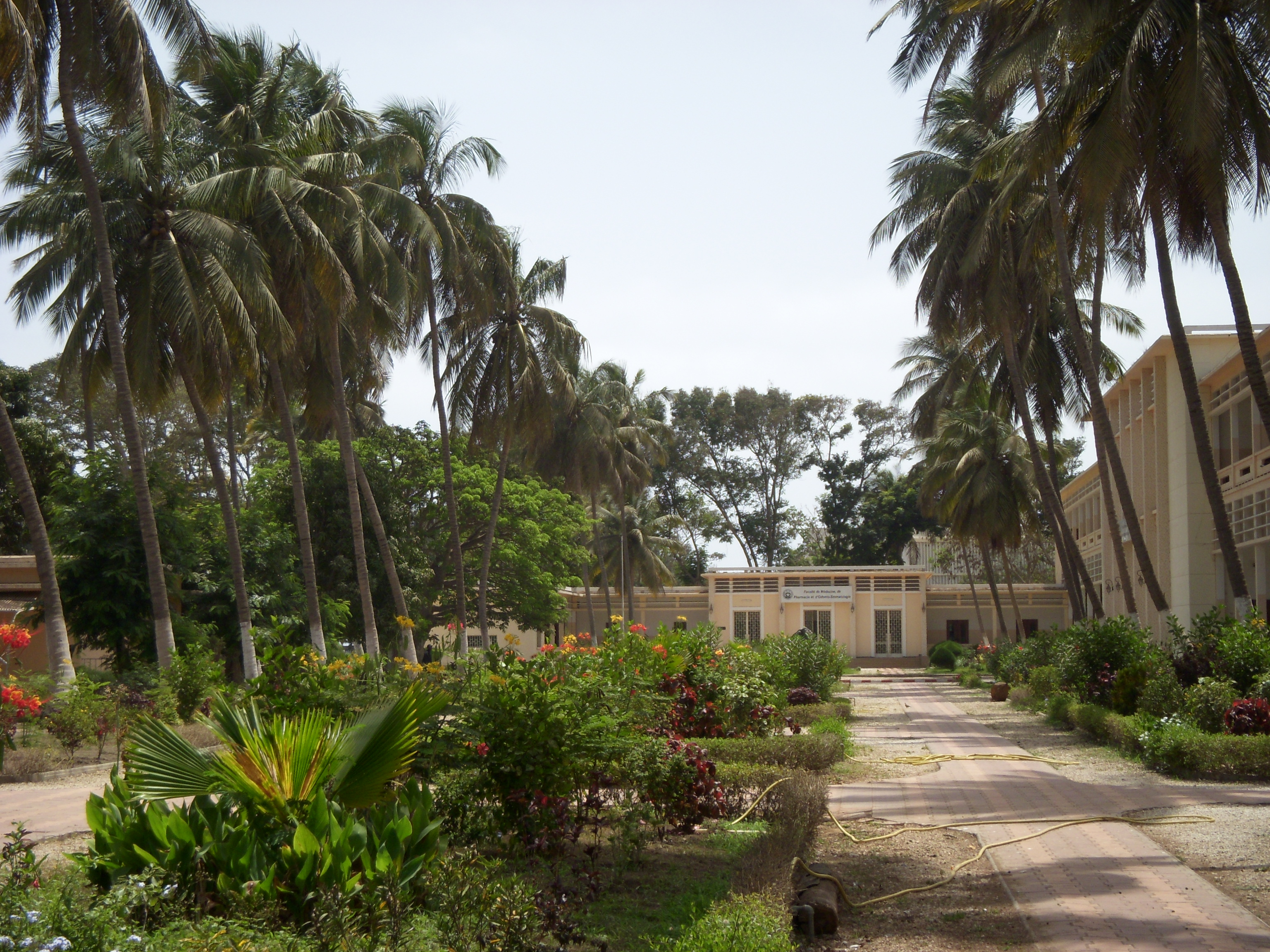
Faculté de médecine, de pharmacie et d'odonto-stomatologie à Fann

En 1978, expert auprès de l'ONU, membre du « Groupe d'Études du Projet-Pilote de l'UNESCO concernant de nouvelles méthodes et techniques de l'enseignement de la Biologie en Afrique ».

## Œuvres
- Contribution à l'étude du chlorure de chaux et de l'hypochlorite de calcium: essais, rétrogradation, éditions Olivier Joultan, 1938, 119 p.[9]
- Joseph Kerharo et Armand Bouquet, La chasse en Côte d'Ivoire et en Haute-Volta: rites, plantes fétiches et poisons de flèche, éditions Rechut und Gesellschaft, lieu inconnu, 1949, 220 p.[10]
- Joseph Kerharo et Armand Bouquet, Sorciers, féticheurs et guérisseurs de la Côte d'Ivoire-Haute-Volta, éditions Vigot frères, Paris, 1950, 144 p., (BNF 32305097).
- Joseph Kerharo et Armand Bouquet, Plantes médicinales et toxiques de la Côte d'Ivoire-Haute-Volta (avec une préface du professeur Émile Perrot), Vigot Frères, Paris, 1950, 295 p. — Ouvrage publié dans le cadre d'une « Mission d'étude de la pharmacopée indigène en A.O.F. »[11]
- Joseph Kerharo et Louis-Vincent Thomas, La médecine traditionnelle des Diola de Basse-Casamance, Afrique-Documents, 5e et 6e cahiers, Dakar, 1963, 70 et 71, 179 p., p. 176-179[12]
- Recherches ethnopharmacognosiques sur les plantes médicinales et toxiques de la pharmacopée sénégalaise traditionnelle, éditions de l'Université de Dakar, Dakar, 1971, 570 p.[13] ou 285 p.[14]
- La Pharmacopée sénégalaise traditionnelle : plantes médicinales et toxiques (avec la collaboration de Jacques Georges Adam), éditions Vigot Frères, Paris, 1974, 1011 p.,  (ISBN 2-7114-0646-6), (BNF 35279140).  Ouvrage en ligne (l'index de la première partie, la deuxième partie et son index.)
- Étude et adaptation des traitements traditionnels de médecine infantile en milieu rural sénégalais, éditeur non connu, 1979, 60 p.[15]